# BitTorrent

Logo

In informatica BitTorrent (spesso abbreviato BT) è un protocollo di tipo peer-to-peer (P2P) finalizzato allo scambio ovvero alla distribuzione e condivisione di file nella Rete.

## Descrizione
Scritto in linguaggio Python, originariamente distribuito sotto Licenza MIT, dalla versione 4.0.0 del 7 marzo 2005 la licenza è cambiata in BitTorrent Open Source License ed è disponibile per i sistemi operativi Microsoft Windows, Mac OS, Linux e Android. In realtà non è da considerarsi come un algoritmo distribuito puro, dato che la sua architettura prevede la presenza di un server utilizzato per la fase di aggancio alla rete. L'omonimo client originale e il protocollo sono stati sviluppati da Bram Cohen, un programmatore di San Francisco, nel 2002. In precedenza, Cohen aveva scritto "Moyonation", un programma che frammentava i file e li inviava via web.

## Funzionamento

Animazione del protocollo: i punti colorati sotto ogni computer rappresentano le differenti parti del file che viene condiviso. Con il passare del tempo viene completata la copia di ognuna di queste parti nel computer di destinazione.

A differenza dei tradizionali sistemi di file sharing, l'obiettivo di BitTorrent è di realizzare e fornire un sistema efficiente per distribuire lo stesso file verso il maggior numero di utenti disponibili, che possono sia prelevarlo scaricandolo sul proprio terminale (download) sia inviarlo ad altri (upload).
BitTorrent impone di fatto un meccanismo di coordinamento del lavoro di numerosi computer, ottenendo il massimo beneficio possibile per tutti. Grazie a questo sistema ogni nodo contribuisce alla diffusione del file. Maggiore è l'ampiezza di banda in uscita su quel nodo, maggiori sono le probabilità che il file venga diffuso verso altri nodi. Questo metodo ha anche il pregio di ridurre l'impatto della cosiddetta "leech resistance" (vedere in proposito la sezione Leecher).

### Il file originale
BitTorrent permette di distribuire file di qualsiasi tipo. Il documento originale viene frammentato in tanti piccoli pezzi che poi saranno ricomposti a destinazione. Le parti hanno dimensione fissa, il fingerprint calcolato con l'algoritmo SHA1 viene distribuito agli altri client per verifica mediante le reti (come il Web).

### File torrent
Per poter usufruire del sistema è quindi necessario prima di tutto prelevare un file caratterizzato dall'estensione .torrent di ridotte dimensioni (poche decine di KB). Questo file svolge la funzione di indice in quanto contiene la descrizione di tutti i pacchetti in cui è stato suddiviso il documento o file originale e le chiavi hash che garantiscono l'integrità dei vari pezzi. Tecnicamente altro non è che un file statico contenente informazioni, codificate mediante un algoritmo di hashing, che descrivono i file da prelevare e/o da trasferire. Un qualsiasi client BitTorrent, oltre a leggere i file torrent e compiere le operazioni possibili, è anche in grado di generare i file torrent.

#### Motori di ricerca torrent
Per trovare file torrent esistono motori di ricerca appositi che indicizzano solo file torrent.

### Tracker
In aggiunta alle informazioni sui dati da scaricare, i file torrent contengono l'indirizzo URL di uno o più tracker (server traccia), utilizzati per localizzare le sorgenti che posseggono il file o parte di esso. Il tracker si occupa di coordinare i rapporti fra utenti richiedenti il file e quelli che lo offrono. Solitamente i siti tracker forniscono anche delle statistiche sul numero di trasferimenti, il numero di nodi che hanno completato la copia del file e il numero di nodi che ne posseggono una copia parziale.

### Web seed
Il Web seeding è la capacità del client BitTorrent di scaricare parti di torrent da una fonte HTTP, oltre che dallo Swarm. Il vantaggio di questa caratteristica è che si può usare un sito web per distribuire un torrent rendendo disponibili i file per lo scaricamento da questo stesso server web. Utilizzando un Web seed è dunque possibile pubblicare i file di un torrent senza l'obbligo di avere almeno un client seed nella rete: non si ha dunque l'obbligo di avere un releaser iniziale in quanto questo compito è svolto da un sito web. Questa tecnica permette di mantenere sempre alte le velocità di scaricamento dei file: quando una release è poco diffusa il trasferimento usa principalmente l'HTTP, quando il file è molto richiesto il carico sul server web viene alleggerito dal seeding effettuato dai singoli peer.

## Nodi
I nodi della rete BitTorrent sono costituiti dagli utenti che condividono tra loro i file.

### Seed
I seed (in italiano semi) o seeder sono quei nodi della rete costituiti da coloro che hanno già scaricato il file (o i file) associato al .torrent e ora lo stanno solo inviando ad altri. Questa fase di solo invio (caricamento) prende il nome di seeding ed è la fase in cui si trova il file dopo che è stato scaricato. Il primo seed di un torrent è il releaser che trasmette parti ai peer fino a quando almeno uno di loro completa lo scaricamento del torrent, diventando a sua volta un seed.

### Peer
I peer sono nodi che non sono ancora in possesso del file completo e fungono contemporaneamente sia da client rispetto ai seed, sia da server verso gli altri peer. Quindi i peer, oltre a ricevere e salvare durante il download parti di file, inviano le parti di cui sono già in possesso ad altri peer.
Un tipo particolare di peer sono i cosiddetti peer locali, ovvero i peer che condividono lo stesso torrent mediante una rete LAN. In molti client è possibile abilitare una funzione di ricerca dei peer locali in modo da connettersi a loro più velocemente.

#### Leecher
Il rapporto tra dati inviati e scaricati è detto share ratio, cioè "rapporto di condivisione". Coloro che inviano solo pochi dati rispetto a quanti ne scaricano, quindi che hanno un pessimo share ratio, vengono detti leecher, ovvero sanguisughe. Questo comportamento è altamente disapprovato dalla comunità di BitTorrent in quanto l'intero protocollo si basa sulla condivisione: chi scarica un file è in grado di farlo solo grazie ai seed e/o ai peer che gli inviano i dati di cui necessita, se quindi per assurdo tutti gli utenti si comportassero da leecher si arriverebbe alla "morte" del sistema, ossia non si riuscirebbe a scaricare più nulla. Per questo motivo vengono utilizzate delle contromisure contro i leecher, come per esempio privilegiare i peer con elevato share ratio che otterranno velocità di scaricamento più elevate, fino al ban da un tracker.

### Swarm
Con "swarm" (in italiano sciame) s'intende il numero complessivo di seed e di peer che condividono lo stesso file torrent. Questo valore indica però il numero di fonti totali, non quelle effettivamente connesse al proprio client.

## Client

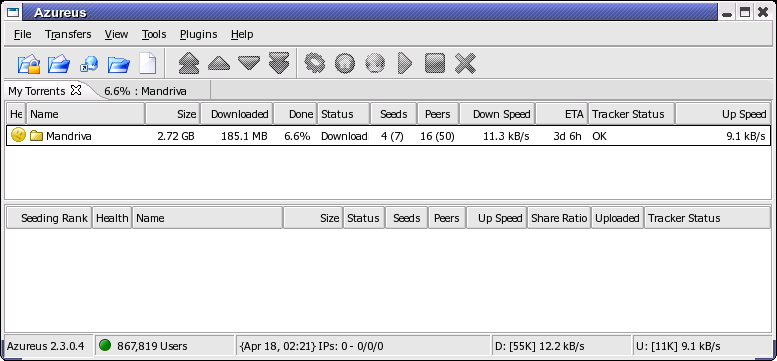
Azureus 2.3.0.4 sotto GNU/Linux

Con client (in italiano cliente) nel linguaggio informatico si intende una componente, hardware o software, che accede ai servizi o alle risorse di un altro componente detto server. Quindi un computer collegato ad un server tramite una rete informatica funge da apparato hardware e come tale è detto per l'appunto client.
Un Client BitTorrent si occupa di accedere all'omonima rete ed effettuare lo scaricamento/caricamento da e verso tutti i nodi ad esso collegati. Il client è quindi lo strumento fondamentale che permette lo scambio dei dati.
Il primo client BitTorrent fu creato da Cohen basandosi su quella che lui definisce "Golden Rule": più velocemente un utente realizza un caricamento, più velocemente potrà scaricare. Questo client porta lo stesso nome del protocollo. In seguito sono nati altri numerosissimi client che si adattano alle esigenze dei più svariati utenti.

### Lista dei maggiori Client
- ABC
- Acquisition
- BitComet
- BitLord
- BitSpirit
- BitTyrant
- BitTornado
- BitTorrent
- Brave
- Burst!
- Deluge
- FrostWire
- Halite Client
- KTorrent
- LimeWire
- Lphant
- Mophant
- Opera
- qBittorrent
- QTorrent
- rTorrent
- Shareaza
- SharkTorrent
- Tixati
- Tomato Torrent
- TornTV
- Transmission
- Tribler
- Turbo Torrent
- µTorrent
- Vuze
- XTorrent

## Dati tecnici
BitTorrent utilizza un protocollo nuovo rispetto ad altri sistemi P2P. La sua caratteristica principale è la facile estensibilità, segue il limitato consumo di banda. Il protocollo si basa su un algoritmo di codifica detto Bencode, utilizzato per le comunicazioni client/server e client/client.
I seguenti paragrafi trattano, nell'ordine:
1. la codifica Bencode, utilizzata nei file torrent;
2. la struttura vera e propria del file torrent;
3. il protocollo client/server;
4. il sistema Scrape.

### La codifica Bencode
La codifica Bencode è quella utilizzata per i file torrent. È stata progettata per avere al tempo stesso la flessibilità dell'XML e la "leggerezza" necessaria per ridurre al minimo le dimensioni del file torrent (cioè il numero di byte inviati dal server al client).

### Il file di meta-informazioni
Il file torrent comprende la lista dei file disponibili e i relativi checksum (per garantire l'integrità delle parti di file che vengono scaricate).

### Protocollo client/server - Announce e l'ottenimento dei peer
Un client che intende scaricare un torrent, una volta ottenuto il file di meta-informazioni, deve contattare il tracker tramite il protocollo HTTP con una richiesta GET. Esso fornirà al tracker i dati richiesti tramite la Query String, e riceverà in risposta un dizionario Bencode contenente informazioni sul tracker e gli indirizzi IP dei client connessi.
Questi sono i parametri che devono essere inviati al tracker (in grassetto quelli richiesti dal protocollo standard):
- info_hash: hash SHA1 del dizionario info codificato in Bencode, in formato stringa codificata secondo le convenzioni URL
- peer_id: una stringa di 20 caratteri che permette di identificare in maniera quasi-univoca l'utente sul tracker
- port: numero di porta (software) sulla quale il client è in ascolto. Le porte tipiche sono nel range 6881-6900.
- uploaded: bytes inviati agli altri client dall'inizio della sessione, codificati in ASCII base-10
- downloaded: bytes scaricati dagli altri client dall'inizio della sessione, codificati in ASCII base-10
- left: bytes rimanenti al completamento del file, codificati in ASCII base-10. Il valore 0 indica un seeder
- compact: indica al tracker di utilizzare il Compact Announce, per l'elenco dei peer. Si veda l'elemento peers della risposta
- event: può assumere i tre seguenti valori: "started", "stopped", "completed". Il primo viene inviato a inizio sessione e indica al tracker che si sta iniziando una nuova sessione. Il secondo chiude la connessione con il tracker e chiede di essere rimosso dalla lista dei peer. L'ultimo comunica al tracker il completamento del scaricamento e il passaggio allo status di seeder.
- ip: indirizzo IP da comunicare agli altri peer. Solitamente utilizzato se si è dietro NAT/router
- numwant: numero di fonti massimo che il tracker deve comunicare
- key: stringa randomizzata per una migliore identificazione univoca del client
- trackerid: se il tracker ha comunicato in precedenza un tracker id, esso va inviato qui

Announce risponde con una stringa (MIME text/plain). Le eventuali condizioni di errore non possono essere comunicate con i Hypertext Transfer Protocol.
La stringa rappresenta un dizionario con i seguenti elementi:
- failure reason(stringa): se presente, rappresenta la condizione di errore in formato human-readable. In presenza di failure reason non devono essere presenti ulteriori elementi
- warning message(stringa): rappresenta una condizione di allerta in formato human-readable. L'elaborazione della risposta di Announce non viene interrotta e all'utente viene mostrato un messaggio descrittivo
- min interval(intero): tempo minimo in secondi che deve trascorrere tra due richieste Announce, pena il rifiuto da parte del server
- interval(intero): tempo in secondi da raccomandare al client per gli intervalli tra gli aggiornamenti Announce, al fine di non sovraccaricare il server.

Deve essere compreso tra il valore di min interval e il time-out per la disconnessione forzata dei peer morti
- tracker id(stringa): una stringa che identifichi univocamente il tracker.
- complete(intero): seeder attualmente connessi (utile se il numero di peer connessi supera di molto il limite di risposta)
- incomplete(intero): leecher attualmente connessi (utile se il numero di peer connessi supera di molto il limite di risposta)

Se il client utilizza il Compact Announce
- peers(stringa): ogni peer occupa 6 byte in questa stringa. I primi 4 rappresentano l'indirizzo IP in formato numerico, e gli altri 2 la porta. I peer sono concatenati tra di loro in ordine di rete.

Se il client non utilizza il Compact Announce
- peers(lista): lista di dizionari, ciascuno dei quali contiene informazioni sul peer
  - (dizionario): contiene i dati necessari a identificare e contattare un peer
    - peer id(stringa): il valore arbitrario che il peer ha fornito in fase di connessione
    - ip(stringa): l'indirizzo IP in formato IPv4, IPv6 o DNS
    - port(intero): numero di porta usato dal peer

Per convenzione il numero massimo di peer forniti durante un'interrogazione di Announce non dovrebbe superare i 50.

### Protocollo client/server - Scrape e il conteggio dei peer
Un tracker può ospitare al proprio indirizzo uno script denominato scrape che permette il solo conteggio dei peer connessi al tracker per uno o più Torrent registrati.
Solo se l'indirizzo del tracker termina con announce, eventualmente seguito da un'estensione, è possibile utilizzare la convenzione scrape. Senza specificare altri parametri, sarà il client ad operare una sostituzione testuale nell'indirizzo URL del tracker in modo da ottenere l'URL Scrape.
Ad esempio:
- http://www.example.com/announce → http://www.example.com/scrape
- http://www.example.com/x/announce.php → http://www.example.com/x/scrape.php
- http://90.60.90.160/announce.aspx[collegamento interrotto] → http://90.60.90.160/scrape.aspx[collegamento interrotto]
- http://www.example.com/Announce → RISULTATO NON PREVEDIBILE (Scrape o scrape?)
- http://www.example.com:6969/announce → http://www.example.com:6969/scrape
- http://www.example.com/trkscript → NON APPLICABILE
- http://www.example.com/announce/announce.php → RISULTATO NON PREVEDIBILE (solo l'ultimo announce va sostituito, ma alcuni client potrebbero operare una sostituzione "cerca *& sostituisci")
- http://www.example.com/announce?x=3434 → http://www.example.com/scrape?x=3434

Scrape viene contattato con richiesta HTTP GET: può essere specificato il parametro info_hash per identificare il Torrent di interesse, o tale parametro può essere omesso per ottenere l'intera lista di Torrent registrati al tracker. La seconda opzione richiede molta più banda della prima.
Il server restituisce una stringa (MIME text/plain) che rappresenta un dizionario con i seguenti elementi:
- files(dizionario): elenca tutti i Torrent in base al loro info hash
  - [info-hash](dizionario): rappresenta un singolo Torrent
    - complete(intero): seeder attualmente connessi al tracker
    - incomplete(intero): leechers attualmente connessi al tracker
    - downloaded(intero): numero di volte che il file è stato completato (event=completed)
    - name(stringa): nome del Torrent

Se il parametro di richiesta info_hash è specificato, il dizionario files conterrà un solo elemento.

## Confronto con altri sistemi peer-to-peer
Tra BitTorrent e i sistemi peer-to-peer più conosciuti vi sono due principali differenze. Prima di tutto, BitTorrent non ha la ricerca dei file per nome: l'utente deve prima prelevare da un sito web apposito (ad esempio annunciato su un forum di discussione o trovato con una ricerca sul web a partire da un motore di ricerca) un file .torrent. Inoltre, BitTorrent non tenta affatto di nascondere l'ultimo host responsabile della disponibilità di un dato file: una persona che desidera rendere disponibile un file deve prima eseguire un server traccia su uno specifico host o serie di host e distribuire l'indirizzo della traccia o gli indirizzi di traccia in un file .torrent. Uno dei notevoli svantaggi di BitTorrent rispetto agli altri sistemi di peer-to-peer è che i file muoiono con facilità perché è un programma pensato più che altro per diffondere file piuttosto che per condividerli.
Mentre è possibile eseguire semplicemente un server traccia su un host immune dal pericolo di azioni legali per violazioni del copyright, questo protocollo scarica, attraverso il "seeding" ("semina"), la responsabilità su altri protocolli. Con un peer-to-peer tradizionale, invece, per la sua natura intrinsecamente più individuabile, è abbastanza facile costringere alla chiusura un fornitore di servizi internet nel momento in cui vengono identificati utenti che scaricano file protetti da copyright.
BitTorrent sembra sempre di più essere l'unico protocollo P2P utilizzabile per scopi legali: è molto diffuso per diffondere le distribuzioni in ambiente GNU/Linux. A seguito del suo successo, il creatore di BitTorrent, Bram Cohen, ha sviluppato un sistema per distribuire patch, altri contenuti e plug-in per videogiochi on line.

### Rispetto ad eMule
Il metodo utilizzato da BitTorrent per distribuire file somiglia a quello utilizzato dalla reti eDonkey e Kad ma, oltre alle analogie, ci sono anche molte differenze:
1. In BitTorrent gli scambi sono sempre molto veloci per tutti i partecipanti in quanto tutti i nodi si scambiano parti di file a vicenda senza distinzioni di sorta.
2. Con eMule ogni nodo di solito condivide e scarica una grande quantità di dati senza alcun bilanciamento fra i nodi presenti. La causa di ciò sono il sistema dei crediti e il sistema delle code, assenti in BitTorrent.
3. Lo standard del protocollo eDonkey/Kad causa una bassa "leech resistance": non c'è l'obbligo costante di caricare come in BitTorrent e, finché non si viene comunque identificati dai sistemi anti-leech dei clients, si può scaricare senza condividere più di tanto usando le comunque disoneste leech mod.
4. In BitTorrent l'assenza dei crediti comporta subito, per chi ha una connessione a banda larga, una buona velocità nello scaricamento senza dover prima attendere il conseguimento dei crediti verso gli altri utenti.
5. I file su BitTorrent però sono spesso destinati a morire prima dei file condivisi di eMule.

## BitTorrent nella società
Un numero crescente di persone e organizzazioni utilizza BitTorrent come mezzo di condivisione dei propri lavori. Già nel 2011, BitTorrent possedeva un numero di utenti (circa 100 milioni) maggiore di quello di Netflix e Hulu messi assieme. Nel 2015, AT&T ha stimato che BitTorrent rappresenta circa il 20% di tutto il traffico delle connessioni a banda larga.

### Film, video, musica
- Sub Pop Records rilascia ogni anno tracce e videoclip sul sito BitTorrent.Inc.[4]. I Babyshambles (gruppo indie rock inglese) hanno sfruttato il protocollo BitTorrent per distribuire migliaia di anteprime e riprese di concerti. Anche la famosa band dei Nine Inch Nails ha pubblicato diversi album con BitTorrent.[5]
- VODO è un servizio che distribuisce film e serie TV via BitTorrent[6].

### Broadcasters
- Nel 2008, la CBC si qualifica come il primo servizio pubblico radiotelevisivo nell'America del Nord a rendere disponibile lo scaricamento con BitTorrent di un intero show (Canada's Next Great Prime Minister)[7].

### Videogiochi
- Blizzard Entertainment ha usato BitTorrent (attraverso un client proprietario denominato "Blizzard Downloader") per rilasciare contenuti aggiuntivi e patch per Diablo III, StarCraft II e World of Warcraft[8].
- Wargaming pubblica gli aggiornamenti di World of Tanks, World of Warships e World of Warplanes con BitTorrent[9].

### Governi
- Il governo Inglese usa BitTorrent per diffondere pubblicamente sul Web dati relativi all'impiego dei soldi provenienti dalle tasse dei cittadini inglesi[10][11].

### Università e Progetti
- La Florida State University distribuisce grandi dataset scientifici ai propri ricercatori con BitTorrent[12].
- Human Connectome Project usa BitTorrent come mezzo di diffusione dei propri studi e ricerche su malattie gravi, quali la malattia di Alzheimer e la schizofrenia[13].

## Controversie
Per la sua natura intrinsecamente trasparente e per il notevole risparmio di banda che procura BitTorrent è probabilmente il protocollo di condivisione dei file più utilizzato per scopi legali, che cioè non violano il diritto d'autore. Esempi di questo tipo di contenuti sono le distribuzioni GNU/Linux e i trailer cinematografici di grandi dimensioni. Tuttavia sempre più spesso BitTorrent viene utilizzato per lo scambio di file musicali, film e software coperti da copyright. A questo riguardo ci sono molte discussioni su chi sia perseguibile e in che termini secondo le leggi vigenti (vedi la voce peer-to-peer per ulteriori informazioni).
Dato che l'occultamento degli utilizzatori non è ancora una funzionalità implementata nel diversi client BitTorrent, la privacy dell'utente finale non viene tutelata in alcun modo e, che egli scarichi illegalmente o meno, può essere soggetto a violazioni della propria privacy da parte di società spia anti-p2p.
Per cercare di risolvere, o almeno mitigare, tale problema è possibile utilizzare:
- un proxy per la connessione del client che mascheri il vero IP dell'utente,
- una rete di anonimato, come quella offerta dal programma Tor (in cui il proxy è comunque incluso), sconsigliata però dai creatori poiché non è stato concepito per un tale sforzo in termini di banda[14]
- una block-list degli indirizzi IP ritenuti malevoli da inserire nel client stesso (qualora esso supporti tale funzionalità),
- uno speciale firewall come Peerguardian (ora convertito nel progetto Peerblock).

### IlcasoFinreactor
Nel dicembre 2004, la polizia finlandese ha fatto irruzione nella sede dei server Finreactor, un importante sito BitTorrent. A sette amministratori di sistema e ad altri 4 dipendenti hanno dovuto pagare danni in valore di centinaia di migliaia di euro. Gli imputati hanno fatto appello alla Corte Suprema finlandese, ma non sono riusciti ad annullare il verdetto. Due imputati sono stati assolti poiché erano minorenni all'epoca, ma sono ritenuti responsabili per le spese legali e il risarcimento in valore di 60.000 euro per la distribuzione illegale di beni protetti da diritto d'autore. Il tribunale ha fissato la loro ammenda al 10% del prezzo al dettaglio dei prodotti distribuiti

### Hong Kong: azioni individuali
Il 24 ottobre 2005, l'utente di BitTorrent Chan Nai-ming (陳乃明),), chiamato il 古惑 天皇 (Il Maestro dell'astuzia, sebbene il magistrato lo chiamasse "Il Grande Truffatore") è stato condannato per violazione del copyright caricando Daredevil, Red Planet e Miss Congenialità a un newsgroup (capitolo 528 della legge di Hong Kong). Il magistrato ha osservato che le azioni di Chan hanno danneggiato significativamente l'interesse dei detentori del copyright. È stato rilasciato su cauzione per HK $ 5.000, in attesa di un'udienza di condanna, sebbene lo stesso magistrato abbia ammesso la difficoltà nel determinare come dovrebbe essere condannato a causa della mancanza di precedenti. Il 7 novembre 2005 è stato condannato a tre mesi di carcere, ma gli è stata immediatamente concessa la cauzione in attesa di un ricorso. Il ricorso è stato respinto dal Tribunale di primo grado il 12 dicembre 2006 e Chan è stato immediatamente incarcerato. Il 3 gennaio 2007 è stato rilasciato in attesa di appello alla Corte di appello finale il 9 maggio 2007.
Due casi simili sono quelli di una donna e di un uomo che sono stati arrestati per il caricamento illegale di file Bittorrent nel settembre del 2008 e aprile 2009, rispettivamente.

### IlcasoSupernova.org
A circa un anno dall'uscita di BitTorrent, in concomitanza con la sua diffusione su vasta scala, Andrej Preston, conosciuto anche come Sloncek, aprì la prima grande community BitTorrent: Supernova.org. Sul sito era possibile scaricare gratuitamente torrent di ogni genere, anche quelli che non rispettavano le leggi sul diritto d'autore.
Anche a causa della sua grossa popolarità, nel 2004 Supernova.org era primo in classifica su tutti i motori di ricerca con milioni di contatti giornalieri, il sito entrò nel mirino delle case discografiche unite nella lotta alla pirateria e della RIAA. Senza finire in tribunale, già in vista di una sentenza a suo sfavore, Supernova.org chiuse spontaneamente i battenti e il proprietario iniziò a lavorare ad un nuovo progetto peer-to-peer basato su BitTorrent. Tale progetto è eXeem, vittima di numerose polemiche per via dei codici sorgenti chiusi.
Questo enorme sito è stato riaperto in agosto 2007 grazie al supporto del team di The Pirate Bay.
Sembra attualmente che il progetto eXeem sia stato abbandonato dal team di sviluppo ufficiale e la sua rete di eXeem al momento non è più funzionante.

## Sviluppi recenti
Il protocollo e tutti i client BitTorrent sono in continuo sviluppo. Una delle più recenti implementazioni è il web seeding. Gli sviluppatori della rete BitTorrent inoltre stanno lavorando sodo per ottenere una rete decentralizzata indipendente dai Tracker, ritenuti un punto debole facilmente sfruttabile da coloro che conducono la lotta al p2p.
Un primo passo è stata l'introduzione del DHT (Distributed Hash Table, "tabella di Hash distribuita") che al momento è stata introdotta nel client BitTorrent ufficiale, su Azureus, su Transmission, su BitComet, su Deluge, su μTorrent, su rTorrent, su KTorrent, su Tomato Torrent e su qBittorrent.

### DHT (Distributed Hash Table)
Il «DHT» (Distributed Hash Table, ovvero «Tabella di Hash distribuita») è forse il primo vero passo per ottenere una rete BitTorrent decentralizzata. Il DHT è un sistema che aiuta la distribuzione di file e di informazioni quando un tracker è offline, e non fa parte del protocollo BitTorrent.
Per capire meglio quanto appena detto, supponiamo che 50 utenti partecipino contemporaneamente in un network.
All'inizio tutti i 50 utenti utilizzeranno un grande tracker che farà loro da indice durante lo scaricamento. Durante il "soggiorno" sul network, ogni client (che supporta il sistema DHT) dei 50 utenti, creerà un indice virtuale che punterà al grande tracker. In questo modo se sto scaricando un file di modeste dimensioni ed il grande tracker cade l'indice virtuale mi consentirà di continuare lo scaricamento e cercare nuove fonti.
Per il momento il sistema DHT di BitComet è compatibile con la versione 4.1.2 di BitTorrent ufficiale, e con Ktorrent a partire dalla versione 2.2.0 mentre non lo è con Azureus.

## Il futuro
L'evoluzione del protocollo BitTorrent prevede, tra l'altro, la possibilità di aumentare la velocità di scaricamento dei file utilizzando le parti (byte) in comune dei vari pezzi di file.

### CarTorrent
I ricercatori dell'UCLA Engineering con a capo Mario Gerla e Giovanni Pau stanno implementando un protocollo basato su BitTorrent per condividere informazioni via wireless fra automobili.
Il nome del progetto è CarTorrent.

### Browser
Opera è il primo browser ad integrare un client per la gestione dei file torrent, che si possono scaricare direttamente all'interno di Opera senza aprire altri programmi.

### Peer to Peer web hosting
Il software zeronet utilizza il protocollo bittorrent per permettere ai singoli nodi della rete di ospitare interi siti web senza l'ausilio di server centrali.